# Andreas Müller (Fußballspieler, 1958)
Andreas Müller (* 7. September 1958 in Karl-Marx-Stadt) war Fußballspieler in der DDR-Oberliga, der höchsten Spielklasse des ostdeutschen Fußballverbandes. Er spielte dort für den FC Karl-Marx-Stadt. Müller ist 16-facher Junioren-Nationalspieler.
Müller begann seine Fußball-Laufbahn bei der Betriebssportgemeinschaft (SG) Post Karl-Marx-Stadt. 1970 wurde er zum Fußballzentrum FC Karl-Marx-Stadt delegiert, wo er von der Kindermannschaft bis zu den Junioren die Nachwuchsmannschaften durchlief. 1976 wurde er in den Kader der DDR-Junioren-Nationalmannschaft aufgenommen und bestritt mit ihr bis 1977 16 Junioren-Länderspiele. Er wurde stets als Stürmer aufgeboten. Nach der Schulausbildung erlernte Müller den Beruf des Maschinenbauers.
Zur Saison 1977/78 wurde Müller erstmals für das Oberliga-Aufgebot des FC Karl-Marx-Stadt nominiert. Gleich in seiner ersten Oberligasaison absolvierte er alle 26 Punktspiele, in der Regel als Stürmer. Von 1980 an wurde der 1,74 Meter große Müller als Mittelfeldspieler eingesetzt, wobei er in den einzelnen Spielzeiten nur an wenigen Spieltagen fehlte. 1986/87 spielte er für den FCK als 28-Jähriger die letzte Saison voll durch. Während der Saison 1987/88 kam er nur noch einmal am 4. Spieltag als Mittelfeldspieler zum Einsatz. Damit hatte er innerhalb von elf Spielzeiten 238 Oberligapunktspiele für den FC Karl-Marx-Stadt absolviert, in denen er 21 Tore erzielte.
In der Saison 1988/89 spielte Andreas Müller für den Oberliga-Absteiger Stahl Riesa in der zweitklassigen DDR-Liga. Im Sommer 1989 kehrte er nach Karl-Marx-Stadt zurück und schloss sich dem DDR-Ligisten Motor Fritz Heckert und später dessen Nachfolgeverein Chemnitzer Sportverein 51 Heckert an. Seine Laufbahn als Fußballspieler beendete Müller schließlich 1997 beim BSC Freiberg.

## Stationen
- 1977 bis 1988: FC Karl-Marx-Stadt
- 1988 bis 1989: BSG Stahl Riesa
- 1989 bis 1992: Chemnitzer SV 1951
- BSC Freiberg